# Ulodesmus pluridens
Ulodesmus pluridens är en mångfotingart som beskrevs av Lawrence 1953. Ulodesmus pluridens ingår i släktet Ulodesmus och familjen Gomphodesmidae. Inga underarter finns listade i Catalogue of Life.